# Natalia Valenzuela
Natalia Valenzuela Cutiva (Neiva, Huila, Colombia, 16 de abril de 1989) es una presentadora, actriz y modelo colombiana. Realizó estudios en mercadeo y publicidad en la Universidad Politécnico Gran Colombiano. Ganadora del certamen Señorita Huila 2010 lo cual le permitió participar en el Concurso Nacional de Belleza de Colombia del año 2010, obteniendo el título de 1.ª princesa.

## Biografía
Nació en Neiva en 1989 donde pasa gran parte de su infancia, hasta llegar a su adolescencia, a sus 16 años de edad se traslada a la ciudad de Bogotá para iniciar su carrera de actuación y modelaje en una agencia de la capital colombiana. En 2010 representa al Departamento del Huila en el Concurso Nacional de la Belleza y para el 2011 ingresa a formar parte de las conductoras del programa de moda y actualidad estilo del canal RCN. En 2013 su vida toma un rumbo diferente y alista maletas para viajar a México y radicar en la Ciudad de México, iniciando su carrera como actriz profesional en el Centro de Formación de Actores para la Televisión (Azteca Cefat) allí actualmente sigue sus estudios y está próxima a graduarse.
En 2015 se integra a la familia de TV Azteca para ser presentadora de la sección de películas “Platinum” del canal Azteca 7. En ese año contrajo matrimonio con el cantante Camilo Salazar.
Para el 2017 inicia formando parte del programa matutino Venga la alegría, completando el grupo de sus compañeros Ingrid Coronado, El Capi Pérez, Vanessa Claudio, entre otros.
Alterno a su carrera como actriz y conductora se mantiene vigente en varias campañas de modelaje en su natal Colombia.

## Concurso Nacional de Belleza 2010
Participó en representación del departamento del Huila en el Concurso Nacional de Belleza de Colombia 2010, celebrado en Cartagena de Indias, donde obtuvo el puesto de 1.ª princesa la noche del 15 de noviembre de 2010. También ganó varios premios especiales en actividades previas a la elección de la Señorita Colombia como: Reina de la Policía, Figura Bodytech (Mejor Cuerpo) y Belleza Natural.

## Miss International 2011
Tradicionalmente, la Virreina Nacional representa a Colombia en Miss Internacional, pero el reglamento de este concurso establece como edad máxima los 24 años cumplidos a la fecha del certamen. Por tal razón, el Concurso Nacional de Belleza delegó a Lizeth González para representar a Colombia en la 18 versión de Top Model of the World y automáticamente la siguiente en su rango, es decir, la 1.ª princesa deberá tomar su lugar en Miss Internacional.

| Predecesor: Leydi Viviana Gómez Cortés | Señorita Colombia International 2011                    | Sucesor: Melissa Carolina Varón Ballesteros |
| Predecesor: Carolina Rodríguez Ferrero | Primera Princesa Nacional de la Belleza Colombiana 2010 | Sucesor: Melina Ramírez Serna               |
| Predecesor: Mayra Alejandra Roa Rojas  | Señorita Huila 2010                                     | Sucesor: Daniela Villaveces                 |

## Filmografía

### Televisión
| Año       | Título                         | Rol                     | Canal          |
| --------- | ------------------------------ | ----------------------- | -------------- |
| 2024-     | Vivalavi MX                    | Presentadora            | Canal 6        |
| 2023      | La Isla, Desafío en Turquía    | Participante (abandona) | Azteca Uno     |
| 2023      | Venga la alegría fin de semana | Conductora              | Azteca Uno     |
| 2020      | Premios Óscar 2020             | Presentadora            | Azteca 7       |
| 2017      | Exatlón México                 | Participante            | Azteca 7       |
| 2017-2018 | Venga la alegría               | Presentadora            | Azteca Uno     |
| 2016-2017 | Venga el domingo               | Presentadora            | Azteca Uno     |
| 2015      | Platinum                       | Presentadora            | Azteca 7       |
| 2012-2013 | Escape perfecto                | Presentadora            | RCN Televisión |
| 2010-2011 | Estilo RCN                     | Presentadora            | RCN Televisión |

## Cine
| Año  | Título                               | Personaje | Nota |
| ---- | ------------------------------------ | --------- | ---- |
| 2020 | Veinteañera: divorciada y fantástica | Shoshanna |      |